# Zhú
Con l'etnonimo Zhú (cinese, 竺; giapponese: Chiku; coreano: 축, Ch'uk; vietnamita: Trúc) si indicano, nella letteratura buddista cinese, quei monaci originari dell'India (cinese: 天竺, Tiānzhú; giapponese: Tenjiku; rese del sanscrito Sindhu), che giunsero in Cina per scopi missionari finendo frequentemente per svolgere l'attività di traduttori dal sanscrito al cinese di opere buddiste.